# Tour de Río
El Tour de Río es una competición de ciclismo en ruta por etapas que se disputa en el estado de Río de Janeiro, Brasil.
Se disputa en 5 etapas recorriendo el litoral atlántico y la Serra do Mar, enlazando ciudades como Angra dos Reis, Nova Friburgo, Cabo Frío y la propia Río de Janeiro. 
La primera edición que fue disputada en el año 2000, no fue con el formato actual de etapas, simplemente fue una carrera de un día. Para la 2.ª edición en 2002, ya se había transformado en una carrera de 5 etapas.
Las ediciones de 2007 y 2009 tuvieron como cabecera a la ciudad de Campos, con lo cual se le llamó Volta Ciclística Internacional de Campos. Además de este nombre, la carrera ha tomado otros a lo largo de su historia:
- Volta do Río de Janeiro (2000)
- Giro do Río (2002)
- Volta do Río de Janeiro (2003-2004)
- Volta Ciclística Internacional de Campos (2007-2009)
- Tour do Río (2010-2013)

Desde la creación de los Circuitos Continentales UCI, la carrera ha estado incluida en el UCI America Tour los años que se ha disputado, en la categoría 2.2

## Palmarés
| Año       | Ganador              | Segundo                 | Tercero                 |
| --------- | -------------------- | ----------------------- | ----------------------- |
| 2000      | André Grizante       | Murilo Fischer          | Emile Abraham           |
| 2002      | Daniel Rogelim       | Márcio May              | Murilo Fischer          |
| 2003      | Heberth Gutiérrez    | Jorge Humberto Martínez | Richard Rodríguez       |
| 2004      | Márcio May           | Luiz Amorim Tavares     | Breno Sidoti            |
| 2007      | Matías Medici        | Pedro Nicácio           | Magno Nazaret           |
| 2009      | Breno Sidoti         | Renato Ruiz             | Luis Mansilla           |
| 2010      | Tomas Alberio        | Christopher Jones       | Mauricio Morandi        |
| 2011      | Juan Pablo Suárez    | Jaime Castañeda         | Edward Beltrán          |
| 2012      | Kleber Ramos         | Alex Diniz              | Byron Guamá             |
| 2013      | Óscar Sevilla        | Gustavo César Veloso    | Edwar Stiver Ortiz Caro |
| 2014      | Óscar Sevilla        | Gustavo César Veloso    | Kléber Ramos            |
| 2015      | Gustavo César Veloso | Kléber Ramos            | Alex Diniz              |
| 2016-2023 | No se disputó        | No se disputó           | No se disputó           |
| 2024      | Sergio Luis Henao    | Wilmar Paredes          | Óscar Sevilla           |

## Palmarés por países
| País      | Victorias |
| --------- | --------- |
| Brasil    | 5         |
| España    | 3         |
| Colombia  | 3         |
| Argentina | 1         |
| Italia    | 1         |